# Lola Wajnblum
Lola Wajnblum est une joueuse de football belge née le 22 janvier 1996.

## Biographie
Elle débute au Standard de Liège avec lequel elle réalise un quadruplé inédit championnat de Belgique-coupe de Belgique-super coupe de Belgique-BeNe SuperCup (2012). En juin 2013, elle est transférée au RSC Anderlecht. En juin 2017, elle retourne au Standard de Liège. 

## Palmarès

### Avec le Standard de Liège
Onze titres : 
- Championne de Belgique (3) : 2011 - 2012 - 2013
- Vice-championne de Belgique (2) : 2019 - 2020
- Vice-championne de Belgique et des Pays-Bas (1) : 2013
- Championne de Belgique D2 (1) : 2013
- Lauréate de la Coupe de Belgique (2) : 2012 - 2018
- Finaliste de la Coupe de Belgique (2) : 2019 - 2020
- Lauréate de la Super Coupe de Belgique (2) : 2011 - 2012
- Lauréate de la BeNe SuperCup (2) : 2011 - 2012
- Lauréate de la Coupe de Belgique cadettes (1) : 2011

### Avec le RSC Anderlecht
- Finaliste de la Coupe de Belgique (2) : 2016 - 2017